# 奶油芦笋汤

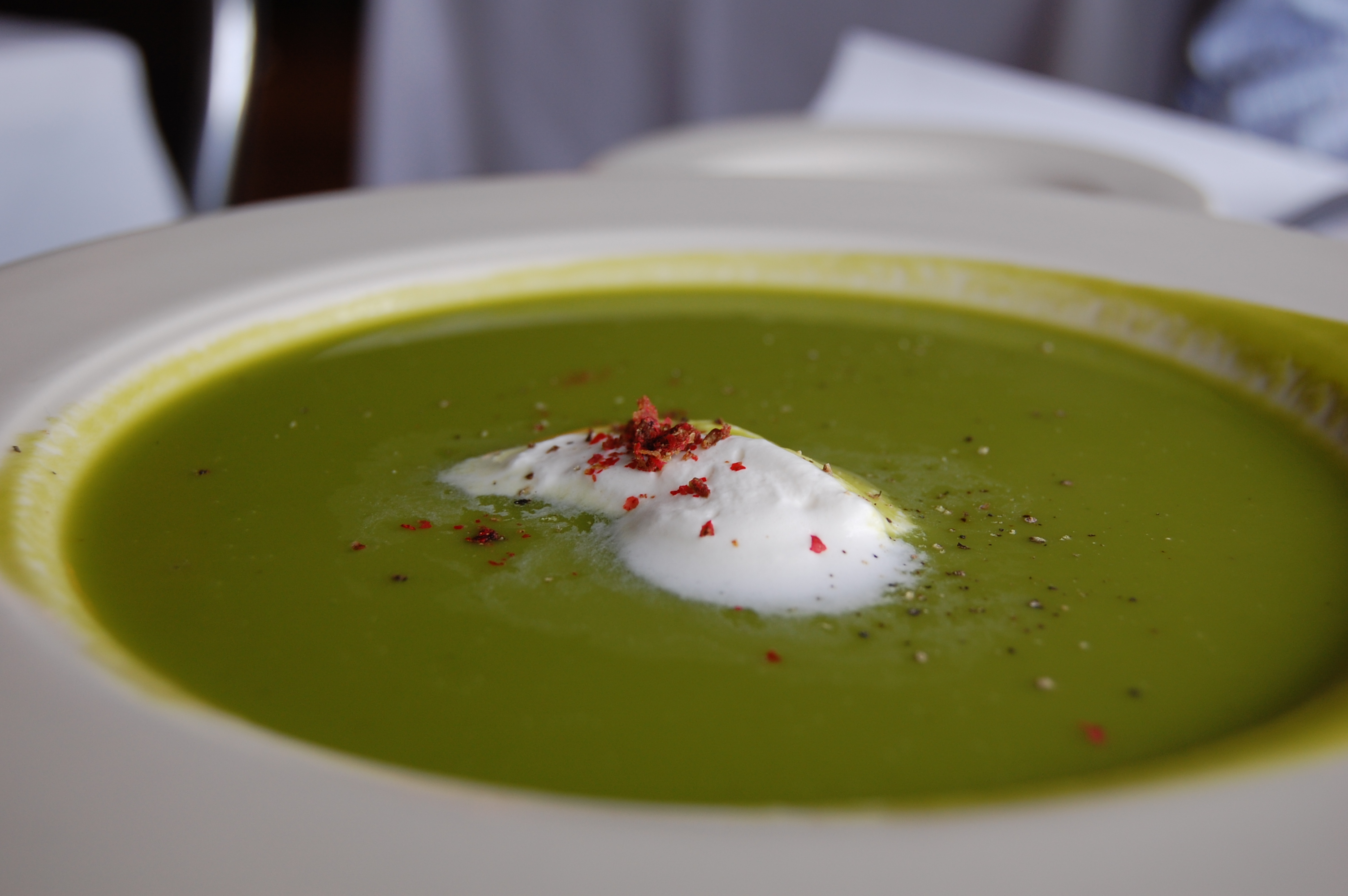
奶油芦笋汤

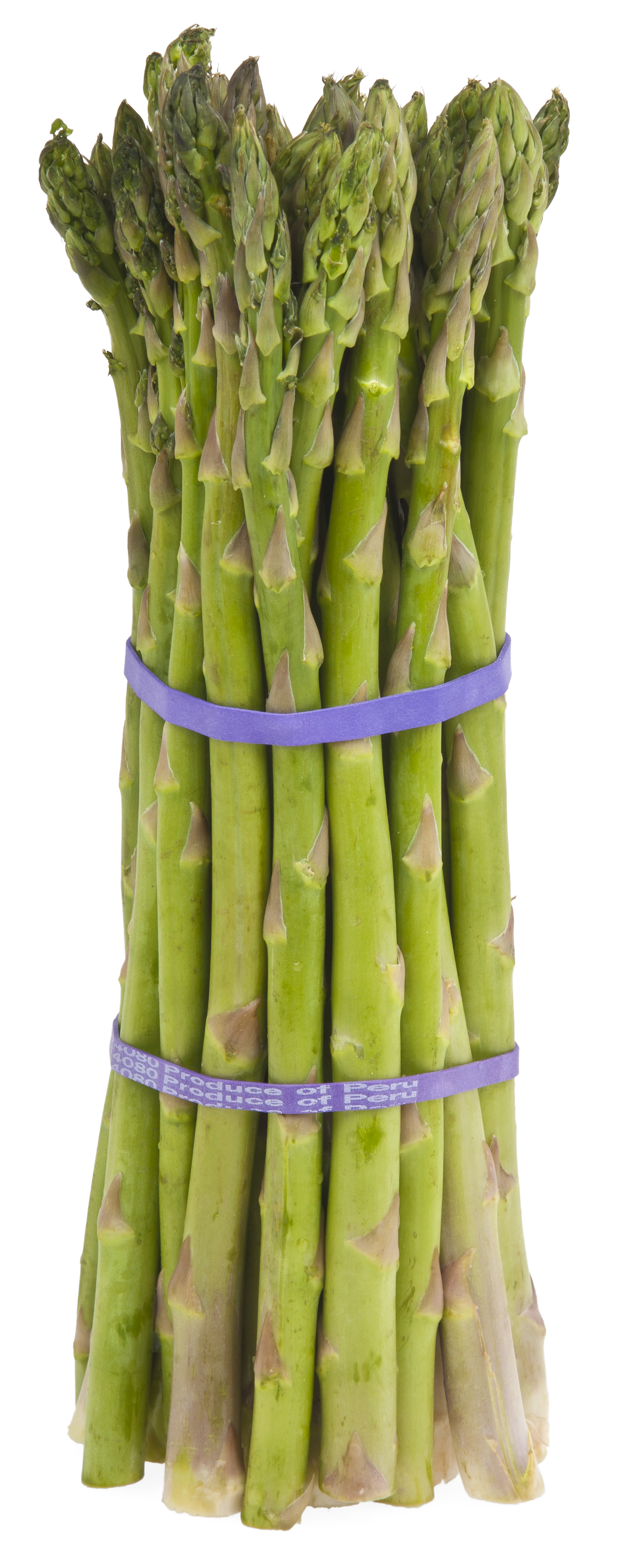
芦笋是芦笋汤的主要成分

奶油芦笋汤又稱蘆筍奶油湯、蘆筍湯，是以芦笋、高湯、牛奶（有些人會忽略這一原料）、鮮奶油、法式酸奶油为主要原料制成的汤。奶油芦笋汤可以冷飲或热飲。